# 麥金利峰 (南極洲)
77°54′S 148°18′W / 77.900°S 148.300°W
麥金利峰（英語：McKinley Peak）是南極洲的山峰，位於瑪麗伯德地，屬於福特山脈的一部分，處於赫爾希嶺以西28公里，在1929年12月5日由美國探險隊發現，現時由南極條約體系管理。